# Cantalejo
Cantalejo (Gacería: Vilorio Sierte) é um município da Espanha na província de Segóvia, comunidade autónoma de Castela e Leão, de área 79,00 km² com população de 3764 habitantes (2007) e densidade populacional de 45,85 hab/km².

## Demografia
| Variação demográfica do município entre 1991 e 2004 | Variação demográfica do município entre 1991 e 2004 | Variação demográfica do município entre 1991 e 2004 | Variação demográfica do município entre 1991 e 2004 |
| --------------------------------------------------- | --------------------------------------------------- | --------------------------------------------------- | --------------------------------------------------- |
| 1991                                                | 1996                                                | 2001                                                | 2004                                                |
| 3453                                                | 3521                                                | 3462                                                | 3622                                                |